# 3604 Berkhuijsen
A 3604 Berkhuijsen (ideiglenes jelöléssel 5550 P-L) a Naprendszer kisbolygóövében található aszteroida. Cornelis Johannes van Houten,  Ingrid van Houten-Groeneveld és  Tom Gehrels fedezte fel 1960. október 17-én.